# Cukim
Cukim (hebrejsky צוּקִים, doslova „Útesy“, v oficiálním přepisu do angličtiny Zuqim, přepisováno též Tzukim) je vesnice typu společná osada (jišuv kehilati) v Izraeli, v Jižním distriktu, v Oblastní radě Centrální Arava.

## Geografie
Leží v nadmořské výšce 44 metrů v údolí vádí al-Araba, cca 55 kilometrů od jižního břehu Mrtvého moře. Západně od obce se prudce zvedá aridní oblast pouště Negev.
Obec se nachází 128 kilometrů od břehu Středozemního moře, cca 180 kilometrů jihovýchodně od centra Tel Avivu, cca 142 kilometrů jižně od historického jádra Jeruzalému a 105 kilometrů severoseverovýchodně od města Ejlat. Cukim obývají Židé, přičemž osídlení v tomto regionu je etnicky převážně židovské. Obec je jen 2 kilometry vzdálena od mezinárodní hranice mezi Izraelem a Jordánskem.
Cukim je na dopravní síť napojen pomocí dálnice číslo 90.

## Dějiny
Cukim byl založen v roce 1983. Podle jiného zdroje došlo ale k trvalému osídlení lokality až roku 2004. Za vznikem osady stála skupina soukromých uchazečů, která se rozhodla zřídit v tomto regionu novou vesnici. V roce 2006 zde bylo otevřeno společenské středisko. Už předtím se v této lokalitě rozkládal vojenský tábor Bildad, který sloužil i jako přípravné centrum pro osidlování této oblasti. Vesnice vznikla s přispěním programu Blueprint Negev financovaného Židovským národním fondem, zaměřeného na posílení demografické a ekonomické základny Negevu.
Většina obyvatel za prací dojíždí mimo obec.

## Demografie
Obyvatelstvo osady je sekulární. Ještě v roce 2008 oficiální vládní statistické výkazy evidovaly Cukim jako pouhé „místo“ (makom) nikoliv obec. K březnu 2008 se zde uváděla populace 25 rodin, z toho část již v trvalých domech, část v provizorních příbytcích. Rozestavěno bylo 25 domů. Výhledová kapacita obce má být až 155 rodin. Podle údajů z roku 2014 tvořili naprostou většinu obyvatel v Cukim Židé - cca 200 osob (včetně statistické kategorie "ostatní", která zahrnuje nearabské obyvatele židovského původu ale bez formální příslušnosti k židovskému náboženství, cca 300 osob).
Jde o menší sídlo vesnického typu s dlouhodobě rostoucí populací. K 31. prosinci 2014 zde žilo 261 lidí. Během roku 2014 populace stoupla o 16,0 %.
| Rok            | 2010 | 2011 | 2012 | 2013 | 2014 |
| -------------- | ---- | ---- | ---- | ---- | ---- |
| Počet obyvatel | 138  | 161  | 198  | 225  | 261  |